# Comité national olympique djiboutien
Le Comité national olympique djiboutien, est le représentant de Djibouti au Comité international olympique (CIO). Il appartient à l'Association des comités nationaux olympiques d'Afrique. Sa présidente est Aïcha Garad Ali, membre du CIO.
Le comité, fondé en 1983, est reconnu par le Comité international olympique l'année suivante.